# Ragdi
Ragdi, också känd som Raidi, född i augusti 1938 i Biru i Tibet, död 6 juni 2025 i Beijing, var en tibetansk-kinesisk politiker och en av de högst rankade etniskt tibetanska politikerna i Folkrepubliken Kina.
Ragdi gick med i Kinas kommunistiska parti 1961. Han avancerade i maktkampen under kulturrevolutionen och blev medlem i den revolutionära kommittén i Nakchu. Till skillnad från många andra som gjorde karriär under kulturrevolutionen blev Ragdi inte utrensad under 1980-talet utan istället utnämnd till flera viktiga poster. Det uppges att han tillhörde den "radikala" falangen inom det lokala tibetanska ledarskapet och motsatte sig de försök till "tibetanisering" som skedde under Hu Yaobangs reformprogram, då han enligt uppgift själv hade dåliga kunskaper i skriven tibetanska.
1993 blev han utnämnd till vice partisekreterare i Tibet och samma år blev han utnämnd till ordförande i den lokala folkkongressen, vilket han var fram till 2003. Mellan 2003 och 2008 var han vice ordförande i den Nationella Folkkongressens ständiga utskott.